# 达维德·赫尔奇库拉克
达维德·赫尔奇库拉克（捷克語：David Hrčkulák，1992年6月11日—），捷克男子射击运动员，2019年欧洲射击锦标赛男子50米步枪三姿团体银牌得主、2023年世界射击锦标赛男子10米气步枪团体银牌得主。